# Giới hạn (toán học)

Giới hạn của hàm số

Đây là bài viết nói chung về khái niệm giới hạn trong Toán học. Với các ứng dụng cụ thể, hãy xem các trang giới hạn dãy số và giới hạn hàm số.
Trong toán học, khái niệm giới hạn được sử dụng để chỉ giá trị mà một hàm số hoặc một dãy số tiến gần đến khi biến số tương ứng tiến gần đến một giá trị nào đó. Trong một không gian đầy đủ, khái niệm giới hạn cho phép ta xác định một điểm mới từ một dãy Cauchy các điểm đã được xác định trước. Giới hạn là khái niệm quan trọng của Giải tích và được sử dụng để định nghĩa về tính liên tục, đạo hàm và phép tính tích phân.
Khái niệm giới hạn dãy số được tổng quát hóa thành giới hạn của một lưới topo, và liên hệ chặt chẽ với các khái niệm giới hạn và giới hạn trực tiếp trong lý thuyết phạm trù.
Người ta ký hiệu giới hạn bằng chữ lim (viết tắt chữ tiếng Anh limit). Ví dụ để chỉ a là giới hạn của dãy số (an) ta viết lim(an) = a hoặc an → a.

## Giới hạn của hàm số
Bài chính: Giới hạn hàm số

Khi x nằm trong khoảng (c - δ, c + δ) thì f(x) nằm trong khoảng ε (L - ε, L + ε)

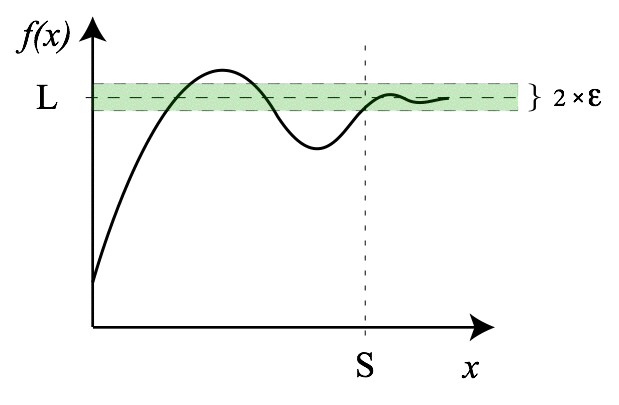
Với mọi x > S, f(x) nằm trong khoảng ε (L - ε, L + ε)

Giả sử f(x) là một hàm số giá trị thực và c là một số thực. Biểu thức
{\displaystyle \lim _{x\to c}f(x)=L}
có nghĩa là f(x) sẽ càng gần L nếu x đủ gần c. Trong trường hợp này, ta nói giới hạn của f(x), khi x đạt đến c là L. Cần chú ý rằng điều này cũng đúng cả khi f(c) ≠ L cũng như khi hàm số f(x) không xác định tại c. Ví dụ, xét hàm số
{\displaystyle f(x)={\frac {x^{2}-1}{x-1}}}
thì f(1) không xác định nhưng khi x tiến tới 1 thì f(x) tiến tới 2:
| f(0,9) | f(0,99) | f(0,999) | f(1,0)         | f(1,001) | f(1,01) | f(1,1) |
| 1,900  | 1,990   | 1,999    | không xác định | 2,001    | 2,010   | 2,100  |

Như vậy, f(x) có thể gần 2 một cách tùy ý, chỉ cần cho x đủ gần 1.
Karl Weierstrass đã hình thức hóa định nghĩa giới hạn hàm số bằng phương pháp (ε, δ) vào thế kỉ 19.
Ngoài trường hợp hàm số f(x) có giới hạn tại một điểm hữu hạn, hàm số f(x) còn có thể có giới hạn tại vô cực. Ví dụ, xét hàm số
{\displaystyle f(x)={2x-1 \over x}}
- f(100) = 1,9900
- f(1000) = 1,9990
- f(10000) = 1,9999

Khi x trở nên vô cùng lớn thì giá trị của f(x) tiến dần đến 2, và giá trị của f(x) có thể gần 2 một cách tùy ý, chỉ cần cho x đủ lớn. Ta nói "giới hạn của hàm số f(x) tại vô cực bằng 2" và viết
{\displaystyle \lim _{x\to \infty }f(x)=2.}

## Giới hạn của dãy số
Bài chính: Giới hạn dãy số
Xét dãy số sau: 1,79, 1,799, 1,7999,... Ta có thể nhận thấy rằng dãy số này "tiến dần" đến 1,8, đó là giới hạn của dãy.
Một cách hình thức, giả sử x1, x2,... là một dãy các số thực. Ta gọi số thực L là giới hạn của dãy và viết:
{\displaystyle \lim _{n\to \infty }x_{n}=L}
nếu
Với mọi số thực ε > 0, tồn tại số tự nhiên n0 sao cho với mọi n > n0, |xn − L| < ε.
Về mặt trực giác, điều này có nghĩa là tất cả những số hạng sau một số hạng nào đó của dãy đều sẽ gần với giới hạn "L" một cách tùy ý, bởi vì giá trị tuyệt đối |xn − L| là khoảng cách giữa xn và L. Không phải dãy số nào cũng có giới hạn; nếu một dãy có giới hạn thì ta gọi dãy đó là hội tụ, còn ngược lại, ta nói dãy đó phân kì. Người ta đã chứng minh được rằng một dãy số hội tụ chỉ có một giới hạn duy nhất.
Giới hạn của dãy số và giới hạn của hàm số có mối quan hệ mật thiết. Một mặt, giới hạn của dãy số thực chất là giới hạn của một hàm số có biến số là số tự nhiên. Mặt khác, giới hạn của một hàm số f tại x, nếu tồn tại, chính là giới hạn của dãy số xn = f(x + 1/n).

## Cách giải
- Dạng {\displaystyle {\frac {0}{0}}} đối với giới hạn tại một điểm

Ví dụ 1:
{\displaystyle \lim _{x\to 4}f(x)={\frac {x^{2}-16}{x-4}}}
Bước 1: Ta thế 4 vào phương trình f(x) thì sẽ được dạng {\displaystyle {\frac {0}{0}}} nên khẳng định đây là dạng {\displaystyle {\frac {0}{0}}}.
Bước 2: Biến đổi:
{\displaystyle \lim _{x\to 4}f(x)={\frac {x^{2}-16}{x-4}}}
<=>{\displaystyle \lim _{x\to 4}f(x)={\frac {(x-4)(x+4)}{x-4}}}
<=>{\displaystyle \lim _{x\to 4}f(x)=x+4}
Lúc này ta sẽ thế 4 vào sẽ được {\displaystyle \lim _{x\to 4}f(x)=8}
Ví dụ 2:
{\displaystyle \lim _{x\to 0}{\frac {{\sqrt {9+5x+4x^{2}}}-3}{x}}}
Lúc này ta biến đổi nó bằng cách nhân lượng liên hợp cho cả tử và mẫu:
{\displaystyle \lim _{x\to 0}{\frac {{\sqrt {9+5x+4x^{2}}}-3}{x}}}
={\displaystyle \lim _{x\to 0}{\frac {({\sqrt {9+5x+4x^{2}}}-3)({\sqrt {9+5x+4x^{2}}}+3)}{x({\sqrt {9+5x+4x^{2}}}+3)}}}
={\displaystyle \lim _{x\to 0}{\frac {9+5x+4x^{2}-9}{x({\sqrt {9+5x+4x^{2}}}+3)}}}
={\displaystyle \lim _{x\to 0}{\frac {5x+4x^{2}}{x({\sqrt {9+5x+4x^{2}}}+3)}}}
Ta chia cả tử và mẫu cho x, ta được:
{\displaystyle \lim _{x\to 0}{\frac {5+4x}{{\sqrt {9+5x+4x^{2}}}+3}}}
Thế 0 vào ta được {\displaystyle {\frac {5}{6}}}
- Dạng {\displaystyle {\frac {\infty }{\infty }}} đối với giới hạn vô cực: Ta chia cho số mũ lớn nhất của tử và mẫu.

Ví dụ 1: Dạng đã biến đổi
{\displaystyle \lim _{x\to +\infty }{\frac {4x^{2}-x-1}{3+2x^{2}}}}
Lúc này ta thấy số mũ lớn nhất của tử và mẫu là x2, vì vậy ta sẽ chia cả tử và mẫu cho x2
{\displaystyle \lim _{x\to +\infty }{\frac {4x^{2}-x-1}{3+2x^{2}}}}
={\displaystyle \lim _{x\to +\infty }{\frac {4-{\frac {1}{x}}-{\frac {1}{x^{2}}}}{{\frac {3}{x^{2}}}+2}}}
= 2
Ví dụ 2: Dạng chưa biến đổi
{\displaystyle \lim _{x\to +\infty }(x^{2}-{\frac {2}{x+1}})}
={\displaystyle \lim _{x\to +\infty }{\frac {x^{3}+x^{2}-2}{x+1}}}
={\displaystyle \lim _{x\to +\infty }{\frac {1+{\frac {1}{x}}-{\frac {2}{x^{3}}}}{{\frac {1}{x^{2}}}+{\frac {1}{x^{3}}}}}}
={\displaystyle +\infty }
Lưu ý: Dạng {\displaystyle {\frac {\infty }{\infty }}} không phải chỉ áp dụng với dạng phân thức mà kể cả đa thức. VD:{\displaystyle \lim _{n\to +\infty }(-x^{2}+n{\sqrt {n}}+1)}
- Dạng {\displaystyle \infty -\infty }: Ta sẽ nhân lượng liên hợp

Ví dụ:
{\displaystyle \lim _{n\to +\infty }({\sqrt {n^{2}+n}}-{\sqrt {n^{2}-1}})}
={\displaystyle \lim _{n\to +\infty }{\frac {({\sqrt {n^{2}+n}}-{\sqrt {n^{2}-1}})({\sqrt {n^{2}+n}}+{\sqrt {n^{2}-1}})}{{\sqrt {n^{2}+n}}+{\sqrt {n^{2}-1}}}}}
={\displaystyle \lim _{n\to +\infty }{\frac {n+1}{{\sqrt {n^{2}+n}}+{\sqrt {n^{2}-1}}}}}
={\displaystyle \lim _{n\to +\infty }{\frac {n(1+{\frac {1}{n}})}{n{\sqrt {1+{\frac {1}{n}}}}+n{\sqrt {1-{\frac {1}{n^{2}}}}}}}}
={\displaystyle \lim _{n\to +\infty }{\frac {1+{\frac {1}{n}}}{{\sqrt {1+{\frac {1}{n}}}}+{\sqrt {1-{\frac {1}{n^{2}}}}}}}}
={\displaystyle {\frac {1}{2}}}
- Dạng 0.{\displaystyle \infty }: ta biến đổi về dạng {\displaystyle {\frac {\infty }{\infty }}} hoặc dạng {\displaystyle {\frac {0}{0}}}

Ví dụ:
{\displaystyle \lim _{x\to 3^{+}}(x-3){\sqrt {\frac {x}{x^{2}-9}}}}
={\displaystyle \lim _{x\to 3^{+}}(x-3){\frac {\sqrt {x}}{{\sqrt {x+3}}{\sqrt {x-3}}}}}
={\displaystyle \lim _{x\to 3^{+}}{\frac {{\sqrt {x-3}}{\sqrt {x}}}{\sqrt {x+3}}}}
= 0

## Khả năng tính toán
Các giới hạn có thể khó tính toán. Có một số biểu thức giới hạn mà mô-đun hội tụ của nó là thứ không thể quyết định được. Trong lí thuyết đệ quy, bổ đề giới hạn chứng minh rằng hoàn toàn có thể biên mã các vấn đề không quyết định được bằng cách sử dụng các giới hạn.